# Lespesia samiae
Lespesia samiae là một loài ruồi trong họ Tachinidae.